# Дайтон, Денис
Денис Дайтон (англ. Denis Dighton; 1792[…], Лондон — 8 августа 1827, Сен-Сервен) — британский художник-баталист.

## Биография
Денис Дайтон был сыном карикатуриста Роберта Дайтона (англ.) и братом рисовальщика Ричарда Дайтона (англ.). Он изучал живопись в Королевской академии, затем, в возрасте семнадцати лет поступил в армию благодаря влиянию принца Уэльского, близкого друга его матери. Тем не менее, в армии юному художнику не понравилось, он быстро возвращается к мирной жизни и вновь поступает в Королевскую Академию. С 1811 по 1825 год он создаёт семнадцать картин. Благодаря этому, Дайтон вновь привлекает внимание принца-регента и становится его придворным художником-баталистом. Принц посылает художника в Бельгию незадолго до битвы при Ватерлоо, и покупает, по всей вероятности, все его работы.
Впоследствии Дайтон, однако, теряет благосклонность принца-регента, который увольняет его. После потери работодателя финансовое положение Дайтона ухудшается, как и его психическое здоровье. Он переехал со своей женой и сыном в Сен-Сервен в Бретани, Франция, где жил на пособие от Фонда помощи художникам вплоть до смерти, последовавшей 8 августа 1827 года, в возрасте 35 лет.

## Творчество
Денис Дайтон был одним из самых известных художников-баталистов своей эпохи. Он прославился своими изображениями военных сцен, воспевавших славу современной ему британской армии, в частности, события Пиренейской войны и битву при Ватерлоо. Дайтон также изобразил смерть адмирала Нельсона в битве при Трафальгаре.

## Семейная жизнь
В 1812 году Денис Дайтон женился на Фиби Эрл (англ.; 1790-1863), родной сестре художника Августуса Эрла (англ.) и сводной сестре адмирала Уильяма Генри Смита; художнице, писавшей натюрморты, которая, под покровительством королевы Аделаиды, продолжала свою карьеру после смерти мужа.

## Галерея

Некоторые работы
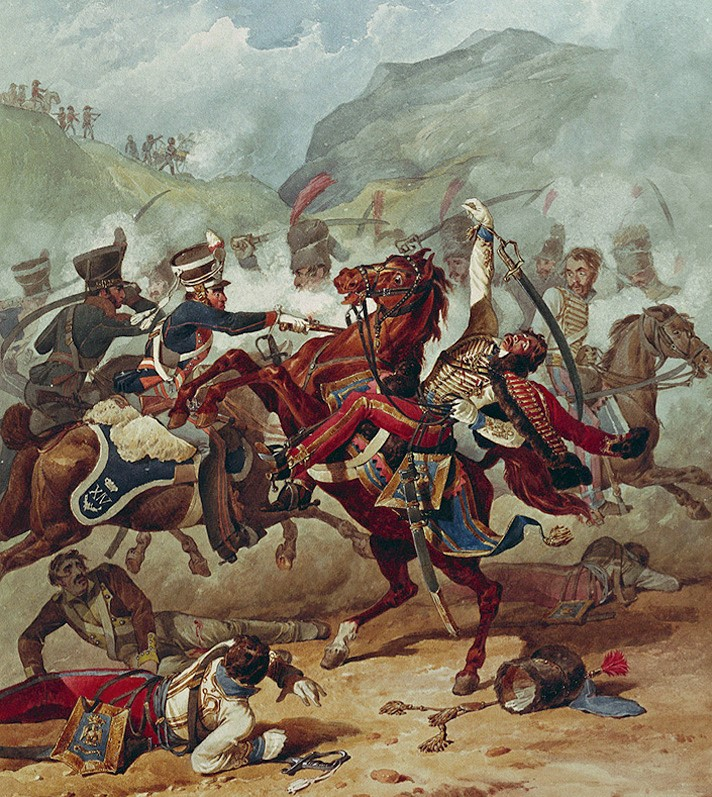
Сражение британских лёгких драгун с французскими гусарами в битве при Пиренеях.
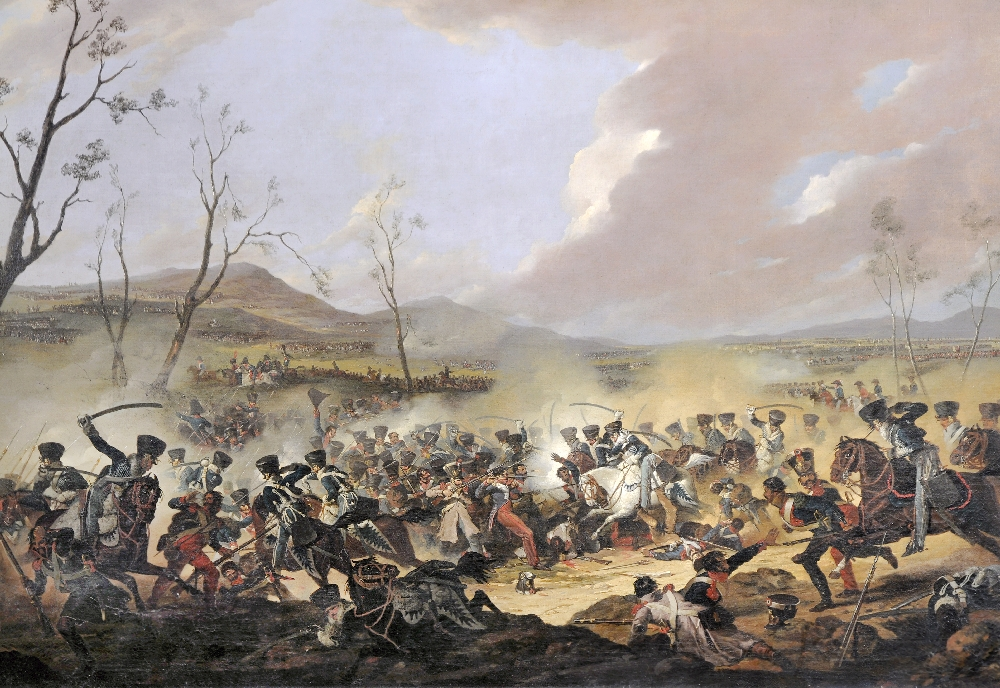
Атака британской кавалерии в битве при Ортезе.
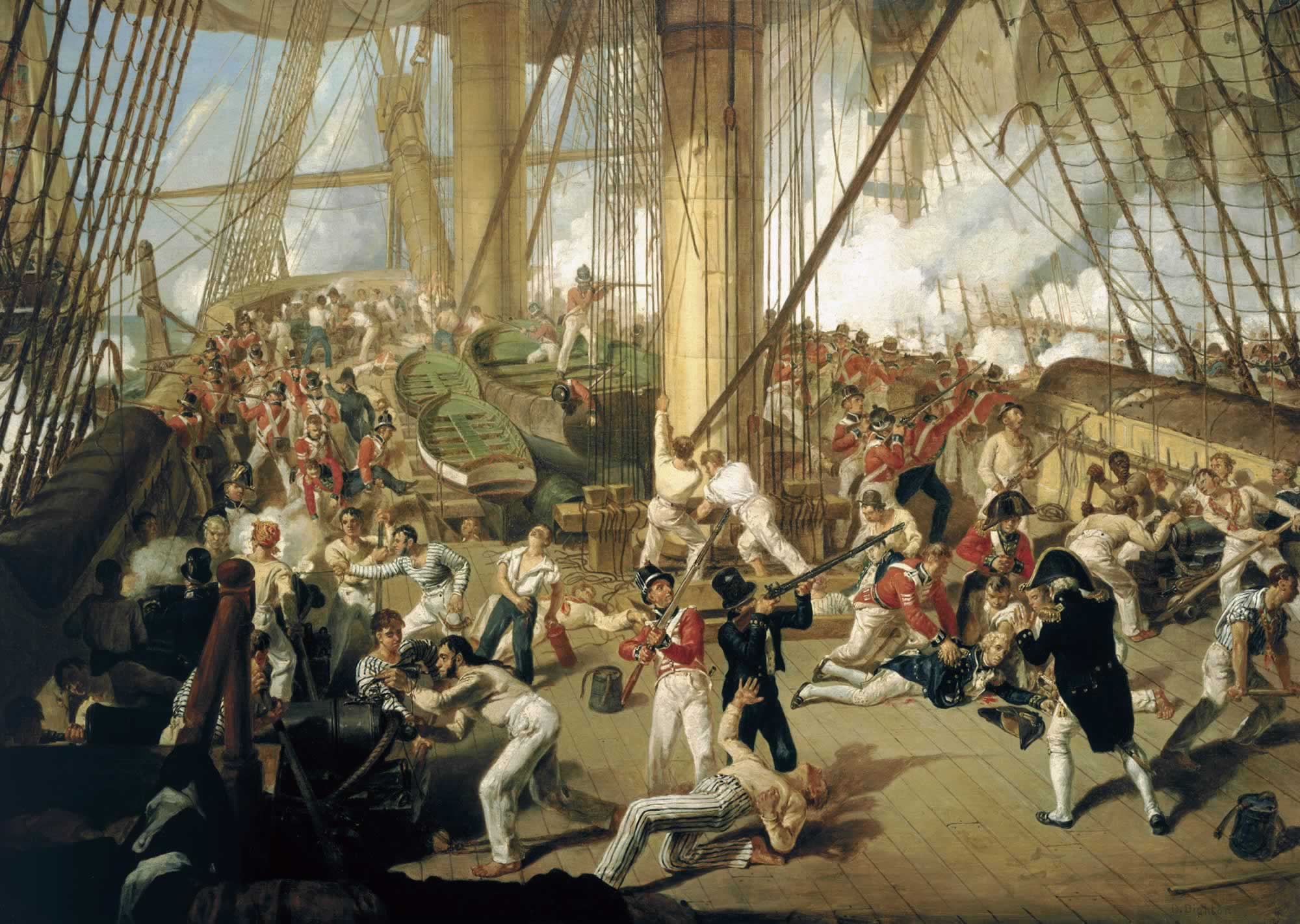
Гибель Нельсона в битве при Трафальгаре.
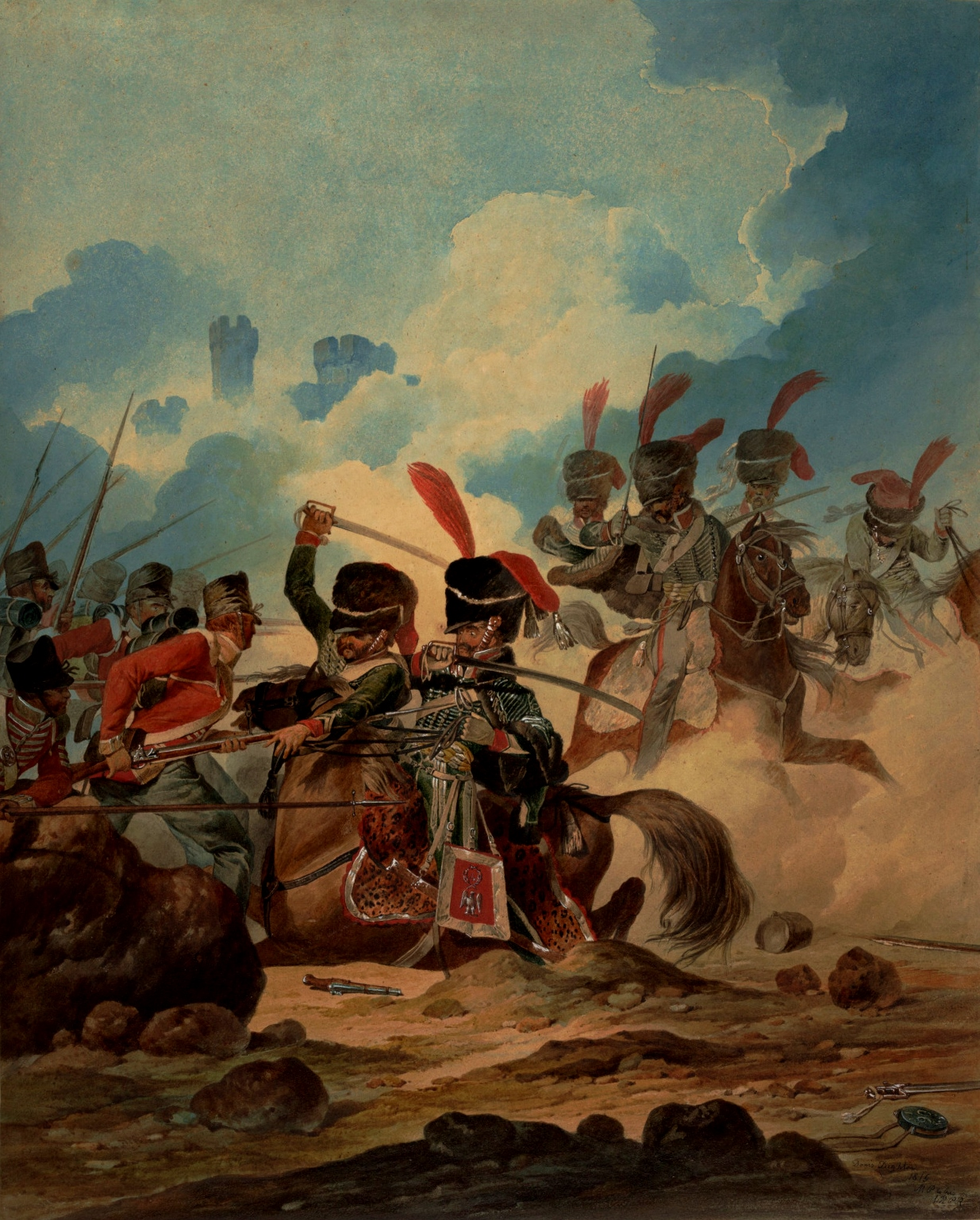
Рукопашная схватка конных артиллеристов французской императорской гвардии с британской пехотой в битве при Ватерлоо.
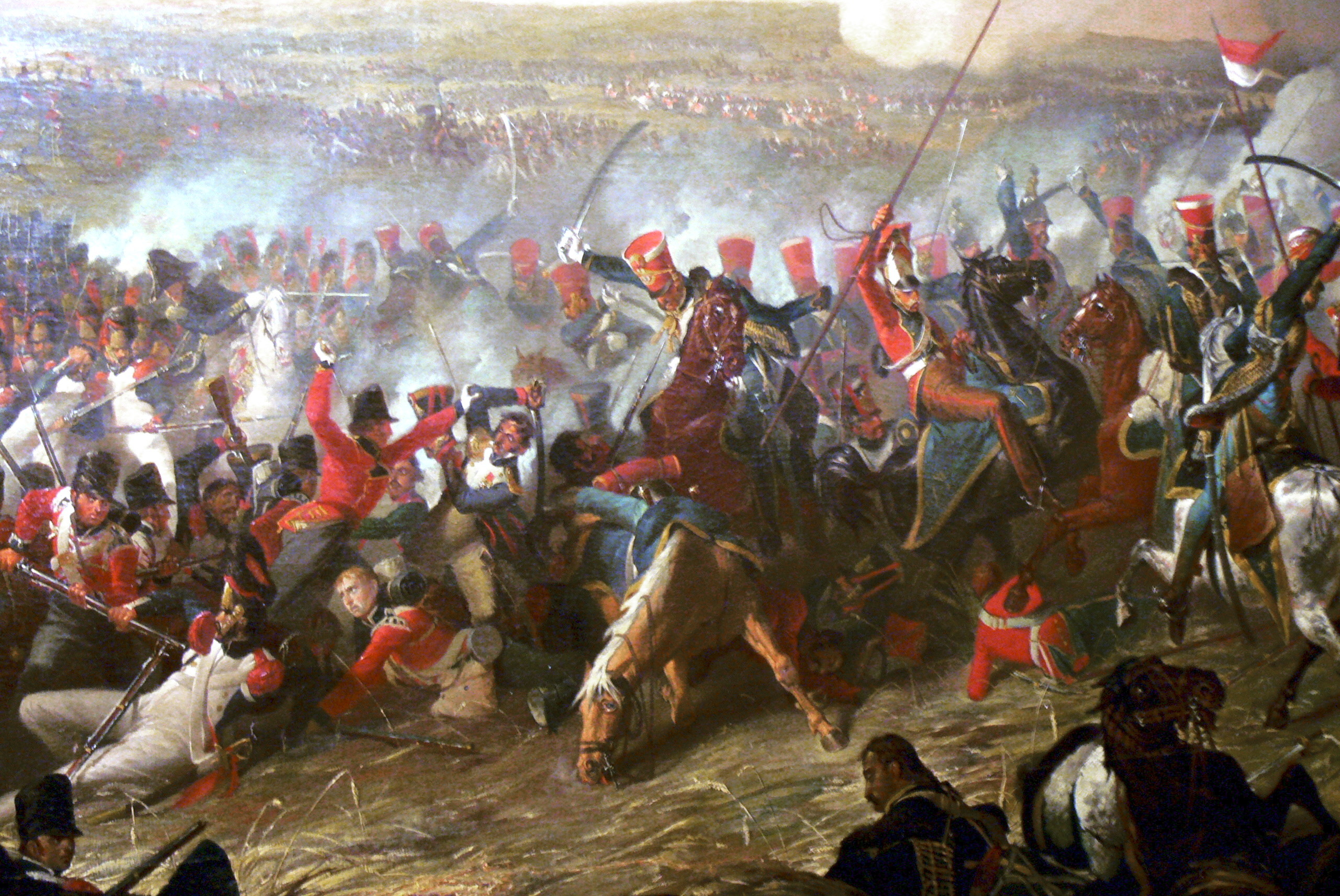
Битва при Ватерлоо. Фрагмент.
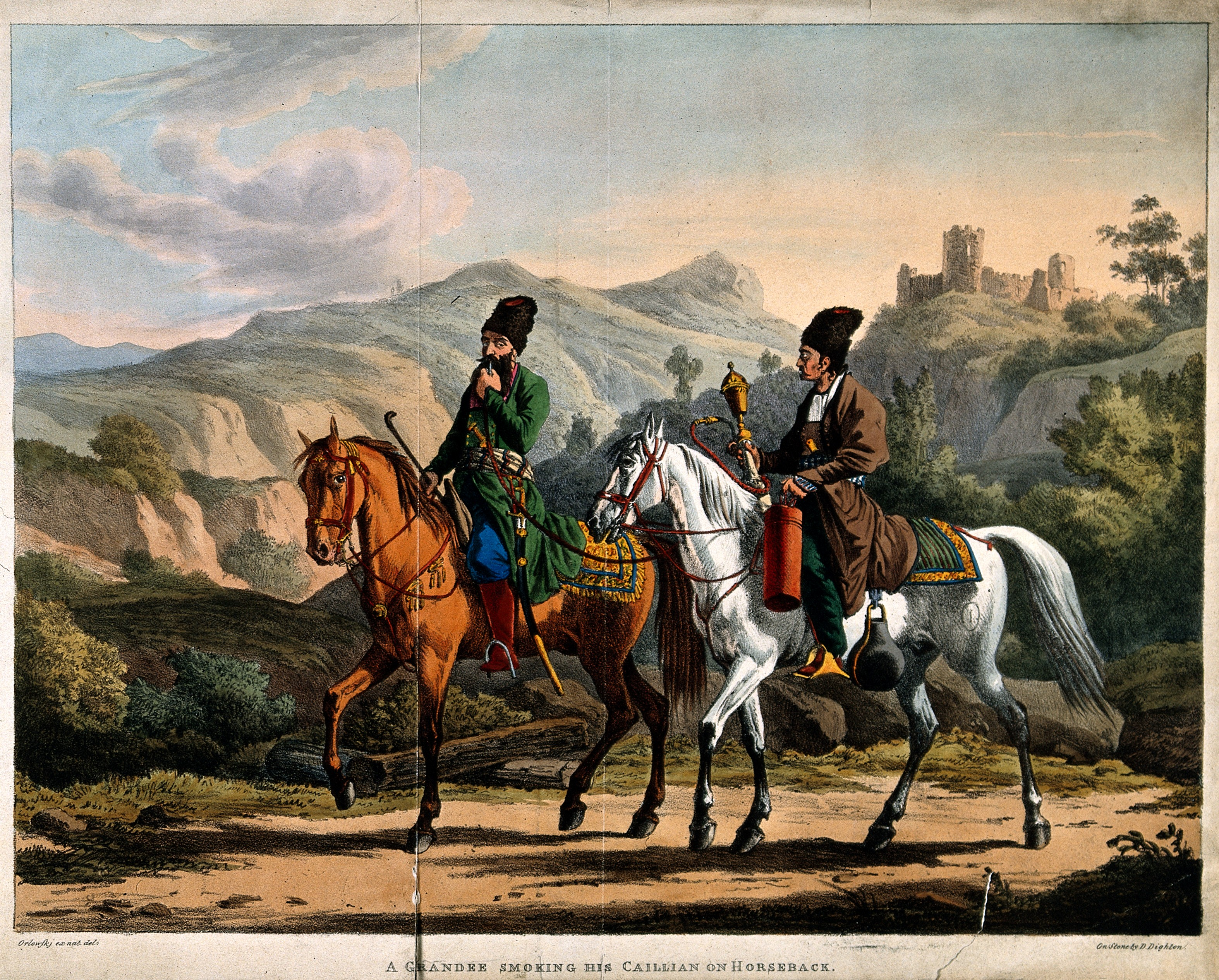
Литография Дайтона с оригинала Александра Орловского. Знатный перс, едущий в сопровождении слуги и курящий кальян.